# Українська католицька народна партія
Украї́́нська като́лицька наро́дна па́ртія (УКНП), з 1931 р. назва — Українська Народна Обнова (УНО) — політична партія, заснована 1930 р. у Львові (яка до деякої міри заступила місце Християнсько-суспільної партії). Стояла на засадах католицької віри й Церкви, поборювала атеїзм і масонство; вимагала автономії для українських земель у Польщі, була лояльна щодо Польської держави. Опікуном УКНП був єпископ Г. Хомишин, і в його Станиславівській єпархії вона мала найбільший вплив. З 1933 р. головою УКНП був І. Волянський, посол до польського сейму. Одним з діячів УКНП був публіцист О. Назарук. Пресовий орган «Нова Зоря». Великого значення УКНП не мала.